# 拉布雷维耶尔
拉布雷维耶尔（法語：La Brévière，法語發音：[la bʁevjɛʁ] ⓘ）是法国卡尔瓦多斯省的一个旧市镇，属于利雪区。2016年，拉布雷维耶尔与临近的3个市镇合并为新市镇瓦勒德维。

## 地理
拉布雷维耶尔（48°58'21"N, 0°9'49"E）面积3.53 平方千米，位于法国诺曼底大区卡爾瓦多斯省，该省份为法国西北部沿海省份，北濒大西洋英吉利海峡，东北与滨海塞纳省以海上边界相接，东临厄尔省，南至奧恩省，西与芒什省接壤。
与拉布雷维耶尔接壤的市镇（或旧市镇、城区）包括：拉沙佩勒欧特格吕、厄尔特旺、利瓦罗、圣富瓦德蒙戈姆里、圣旺勒乌、利瓦罗派多日、瓦勒德维。

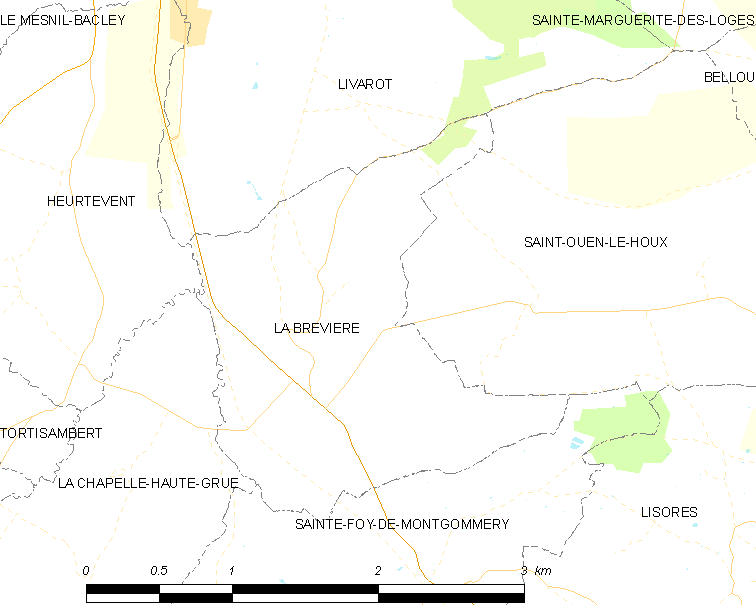
拉布雷维耶尔的OSM定位图

拉布雷维耶尔的时区为UTC+01:00、UTC+02:00（夏令时）。

## 行政
拉布雷维耶尔的邮政编码为14140，INSEE市镇编码为14105。

## 政治
拉布雷维耶尔所属的省级选区为利瓦罗派多日县。

## 人口

1962-2008年间拉布雷维耶尔人口变化图示

拉布雷维耶尔于2018年1月1日时的人口数量为117人。